# Fußballauswahl von Guernsey
Die Fußballauswahl von Guernsey ist eine Auswahl der besten Fußballspieler der Kanalinsel Guernsey. Sie wird weder von der UEFA noch von der FIFA als offizielles Mitglied anerkannt. Die Gegner der Mannschaft beschränken sich in der Regel auf andere Mannschaften der Kanalinseln und teilnehmende Vereine bei den Island Games. Heimstadion ist das The Corbet Field auf der Inselhauptstadt St. Peter Port.

## Erfolge
- Gewinn des Fußballturniers der Island Games
  - 2001 (3:1 n. E. gegen Anglesey)
  - 2003 (3:1 gegen Isle of Man)
  - 2015 (3:0 gegen Isle of Man)